# Rodion Cămătaru
Rodion Gorun Cămătaru (ur. 22 czerwca 1958 w Strehaii) – rumuński piłkarz grający na pozycji napastnika.

## Kariera klubowa
Cămătaru urodził się w mieście Strehaia. Piłkarską karierę rozpoczął w tamtejszym Progresulu Strehaia, ale jego pierwszym poważnym klubem była CS Universitatea Craiova. 10 listopada 1974 zadebiutował w zremisowanym 1:1 meczu z CFR-Ecomax Cluj. W sezonie 1975/1976 był podstawowym zawodnikiem Universitatei, a w 1977 roku zajął 3. miejsce w lidze (podobnie jak w swoim debiutanckim sezonie). Natomiast w 1980 roku po raz pierwszy w karierze został mistrzem Rumunii, dzięki temu w następnym wystąpił w rozgrywkach Pucharu Europy. Został wicekrólem strzelców ligi (23 gole) i obronił tytuł mistrza kraju. Natomiast w 1982 i 1983 roku z Universitateą zdobywał wicemistrzostwo kraju, ale już w kolejnych sezonach zajmował 3. i 4. miejsca w lidze. Przez 12 sezonów wystąpił dla Universitatei 288 razy i zdobył 122 gole.
Latem 1986 roku Rodion przeszedł do innego czołowego klubu Rumunii, Dinama Bukareszt. W sezonie 1986/1987 Dinamo wywalczył wicemistrzostwo, ale Cămătaru popisał się wysoką skutecznością zdobywając aż 44 gole w 33 ligowych meczach, dzięki czemu został królem strzelców ligi rumuńskiej oraz zdobył nagrodę Złotego Buta dla najlepszego strzelca lig europejskich. W kolejnych dwóch sezonach zdobywał mniej bramek – odpowiednio 17 i 15 – oraz dwukrotnie zostawał wicemistrzem Rumunii.
Latem 1989 Cămătaru wyjechał do Belgii. Został piłkarzem drużyny R. Charleroi S.C., jednak w belgijskiej lidze nie był już tak skuteczny jak w ojczyźnie i zdobył tylko 6 goli przez półtora roku. W 1991 roku przeszedł do holenderskiego SC Heerenveen, z którym spadł z Eredivisie do Eerstedivisie. Na drugim froncie grał jeszcze przez dwa sezony i w 1993 roku zakończył karierę w wieku 35 lat.
| Sezon   | Klub                     | Kraj     | Rozgrywki     | Mecze | Bramki |
| ------- | ------------------------ | -------- | ------------- | ----- | ------ |
| 1974/75 | CS Universitatea Craiova | Rumunia  | Divizia A     | 7     | 0      |
| 1975/76 | CS Universitatea Craiova | Rumunia  | Divizia A     | 26    | 1      |
| 1976/77 | CS Universitatea Craiova | Rumunia  | Divizia A     | 14    | 1      |
| 1977/78 | CS Universitatea Craiova | Rumunia  | Divizia A     | 26    | 3      |
| 1978/79 | CS Universitatea Craiova | Rumunia  | Divizia A     | 28    | 13     |
| 1979/80 | CS Universitatea Craiova | Rumunia  | Divizia A     | 26    | 17     |
| 1980/81 | CS Universitatea Craiova | Rumunia  | Divizia A     | 33    | 23     |
| 1981/82 | CS Universitatea Craiova | Rumunia  | Divizia A     | 23    | 12     |
| 1982/83 | CS Universitatea Craiova | Rumunia  | Divizia A     | 27    | 9      |
| 1983/84 | CS Universitatea Craiova | Rumunia  | Divizia A     | 29    | 17     |
| 1984/85 | CS Universitatea Craiova | Rumunia  | Divizia A     | 33    | 18     |
| 1985/86 | CS Universitatea Craiova | Rumunia  | Divizia A     | 16    | 8      |
| 1986/87 | FC Dinamo Bukareszt      | Rumunia  | Divizia A     | 33    | 44     |
| 1987/88 | FC Dinamo Bukareszt      | Rumunia  | Divizia A     | 26    | 17     |
| 1988/89 | FC Dinamo Bukareszt      | Rumunia  | Divizia A     | 30    | 15     |
| 1989/90 | R. Charleroi S.C.        | Belgia   | Eerste Klasse | 24    | 6      |
| 1990/91 | R. Charleroi S.C.        | Belgia   | Eerste Klasse | 5     | 0      |
| 1990/91 | SC Heerenveen            | Holandia | Eredivisie    | 7     | 2      |
| 1991/92 | SC Heerenveen            | Holandia | Eerstedivisie | 35    | 15     |
| 1992/93 | SC Heerenveen            | Holandia | Eerstedivisie | 21    | 5      |

## Kariera reprezentacyjna
W reprezentacji Rumunii Cămătaru zadebiutował w 1978 roku. W 1984 roku został powołany przez Mirceę Lucescu do kadry na Mistrzostwa Europy 1984. Na nich zagrał we wszystkich trzech meczach Rumunów: z Hiszpanią (1:1), z RFN (1:2) i z Portugalią (0:1). W 1990 roku był w kadrze Rumunii na Mistrzostwach Świata we Włoszech, jednak nie wystąpił w żadnym spotkaniu. Karierę reprezentacyjną zakończył po tym turnieju, a w drużynie narodowej wystąpił 75 razy i zdobył 22 gole.